# Кимрка
Кимрка или Кимарка (рус. Кимрка, Кимарка) река је која протиче преко територије Кимерског рејона Тверске области у европском делу Руске Федерације. Лева је притока реке Волге у коју се улива на у вештачком Угличком језеру код града Кимрија, и део басена Каспијског језера.
Укупна дужина водотока је 32 km, а површина сливног подручја око 207 km². Пловна је за мање бродове у доњем делу тока. 